# Indice de chaleur
L’indice de chaleur, en anglais heat index (HI) ou humiture, est un indice développé aux États-Unis. Il combine la température de l'air ambiant et l'humidité relative pour une température relevée de minimum 20°C, dans des zones ombragées, pour tenter de déterminer la perception de la température que ressent le corps humain, c'est-à-dire de combien il ressentirait la chaleur si l'hygrométrie était à une autre valeur à l'ombre. Le résultat est également connu comme la « température ressentie à l'air » ou « la température apparente ».

## Généralités
L’indice de chaleur est basé sur la capacité du corps humain à refroidir la peau par la production de sueur. Celle-ci s'évapore dans l'air ce qui nécessite de l'énergie qui est prise au milieu et baisse la température de la couche limite touchant à la peau, donnant une sensation de fraîcheur. Quand l'humidité relative de l'air augmente, l'évaporation se fait moins bien et donne une sensation subjective de chaleur accrue, notamment en cas de manque de ventilation par le vent.
La formule étant développée en degrés Fahrenheit, il faut donc faire la conversion vers cette unité si les données sont en Celsius. Elle calcule, par exemple, que la température de 32 °C (89,6 °F) avec 80 % d'humidité relative serait équivalente à 41 °C (105,8 °F) avec une humidité de 20 % (voir tableau). De même, si la température et la température d'index de chaleur sont de 32 °C (89,6 °F), l'humidité relative implicite est de 38 %.
Cet indice ne doit pas être confondu avec le facteur humidex canadien qui utilise une autre formule pour quantifier le même effet.

## Histoire
En 1978, George Winterling, un météorologue à une station télévision en Floride, développe une formule pour essayer de quantifier l'effet de l'humidité sur la température perçue par le corps humain pour ses auditeurs dans cette région très humide. Il nomme cet indice « humiture ». Cette information devient tellement populaire qu'un an plus tard, le National Weather Service (NWS) adopte le concept selon une formule développée par Robert G. Steadman,.

## Principe
L’Heat Index du NWS,, comme le refroidissement éolien, utilise comme hypothèse la masse et le volume, les vêtements portés, l'activité physique, la densité du sang, l'ensoleillement et l'exposition aux ultraviolets, ainsi que le vent, pour une personne moyenne dans des conditions normales. Sa formule est calculée à partir des degrés Fahrenheit (°F) selon :
{\displaystyle \mathrm {HI} =c_{1}+c_{2}T+c_{3}R+c_{4}TR+c_{5}T^{2}+c_{6}R^{2}+c_{7}T^{2}R+c_{8}TR^{2}+c_{9}T^{2}R^{2}\ \,}
Où
{\displaystyle \mathrm {HI} \,\!} = Indice de chaleur (°F)
{\displaystyle T\,\!} = température de l'air (°F)
{\displaystyle R\,\!} = humidité relative (0 à 100)
{\displaystyle c_{1}=-42{,}379,\,\!} {\displaystyle c_{2}=2{,}049\,015\,23,\,\!} {\displaystyle c_{3}=10{,}143\,331\,27,\,\!} {\displaystyle c_{4}=-0{,}224\,755\,41,\,\!} {\displaystyle c_{5}=-6{,}837\,83\times 10^{-3},\,\!} {\displaystyle c_{6}=-5{,}481\,717\times 10^{-2},\,\!} {\displaystyle c_{7}=1{,}228\,74\times 10^{-3},\,\!} {\displaystyle c_{8}=8{,}5282\times 10^{-4},\,\!} {\displaystyle c_{9}=-1{,}99\times 10^{-6}.\,\!}
Comme les coefficients sont reliés à leur unité de température, les valeurs équivalentes en degrés Celsius doivent être donc obtenus par conversion. 
Voici un tableau pour des températures et humidité typiques :
|                       |    | température (°C) |    |    |    |    |    |    |    |    |    |    |    |    |    |    |    |
| 27                    | 28 | 29               | 30 | 31 | 32 | 33 | 34 | 35 | 36 | 37 | 38 | 39 | 40 | 41 | 42 | 43 |    |
| Humidité relative (%) |    |                  |    |    |    |    |    |    |    |    |    |    |    |    |    |    |    |
| 40                    | 27 | 28               | 29 | 30 | 31 | 32 | 34 | 35 | 37 | 39 | 41 | 43 | 46 | 48 | 51 | 54 | 57 |
| 45                    | 27 | 28               | 29 | 30 | 32 | 33 | 35 | 37 | 39 | 41 | 43 | 46 | 49 | 51 | 54 | 57 |    |
| 50                    | 27 | 28               | 30 | 31 | 33 | 34 | 36 | 38 | 41 | 43 | 46 | 49 | 52 | 55 | 58 |    |    |
| 55                    | 28 | 29               | 30 | 32 | 34 | 36 | 38 | 40 | 43 | 46 | 48 | 52 | 55 | 59 |    |    |    |
| 60                    | 28 | 29               | 31 | 33 | 35 | 37 | 40 | 42 | 45 | 48 | 51 | 55 | 59 |    |    |    |    |
| 65                    | 28 | 30               | 32 | 34 | 36 | 39 | 41 | 44 | 48 | 51 | 55 | 59 |    |    |    |    |    |
| 70                    | 29 | 31               | 33 | 35 | 38 | 40 | 43 | 47 | 50 | 54 | 58 |    |    |    |    |    |    |
| 75                    | 29 | 31               | 34 | 36 | 39 | 42 | 46 | 49 | 53 | 58 |    |    |    |    |    |    |    |
| 80                    | 30 | 32               | 35 | 38 | 41 | 44 | 48 | 52 | 57 |    |    |    |    |    |    |    |    |
| 85                    | 30 | 33               | 36 | 39 | 43 | 47 | 51 | 55 |    |    |    |    |    |    |    |    |    |
| 90                    | 31 | 34               | 37 | 41 | 45 | 49 | 54 |    |    |    |    |    |    |    |    |    |    |
| 95                    | 31 | 35               | 38 | 42 | 47 | 51 | 57 |    |    |    |    |    |    |    |    |    |    |
| 100                   | 32 | 36               | 40 | 44 | 49 | 54 |    |    |    |    |    |    |    |    |    |    |    |

- Inconfort
- Extrême inconfort
- Danger
- Danger extrême

Cet indice n'est calculé que si la pression partielle de vapeur d'eau contenue dans l'air est égale ou dépasse 16 hPa car il est estimé que l'évaporation de la sueur est affectée de façon négligeable pour une humidité de l'air plus basse. À pression atmosphérique normale (autour de 1 013 hPa), cela correspond à un point de rosée de 14 °C et un rapport de mélange de 0,01 (10 grammes de vapeur d'eau par kilogramme d'air sec). La formule n'est également valable que pour des valeurs égale ou dépassant une température de l'air de 27 °C, un point de rosée de 12 °C et une humidité relative de 40 %.
Plus la température est élevée, plus l’humidité relative de l'air doit être petite pour commencer à obtenir une augmentation de la température ressentie. Par exemple, à 27 °C, l'indice de chaleur donne la même chose que la température ambiante si l'humidité est de 45 %, mais à 43 °C, il ne suffit que d'avoir une humidité relative de plus de 17 % pour que l'indice donne une température ressentie supérieure.

## Limitations
Comme l’humidex, l’indice de chaleur tient compte de la température de l'air et de l'humidité. Il comprend en plus des paramètres pour des valeurs moyennes à l'exposition de la peau au soleil, qui va augmenter sa température par rapport à l'air, et des vents qui aident à l'évaporation de la sueur et donc au rafraîchissement de la peau. Un indice plus complet est celui de la température au thermomètre-globe mouillé.

## Effets de l'indice de chaleur
| Température en degrés Celsius | Notes |
| ----------------------------- | --- |
| 27–32 °C                      | Attention : la fatigue est possible à la suite d'une activité et d'une exposition prolongées. Une activité continue pourrait entraîner des crampes de chaleur                     |
| 32–41 °C                      | Attention extrême : des crampes de chaleur et un épuisement par la chaleur (en) sont possibles. L'activité continue peut entraîner une hyperthermie (coup de chaleur/Insolation). |
| 41–54 °C                      | Danger : les crampes de chaleur et l'épuisement par la chaleur sont probables; L'hyperthermie (coup de chaleur/insolation) est probable lors d'une activité continue.             |
| au-delà de 54 °C              | Danger extrême : l'hyperthermie (coup de chaleur/insolation) est imminente. |

L'exposition directe et prolongée au soleil peut augmenter les valeurs de l'indice de chaleur jusqu'à 8°C.

## Informatique

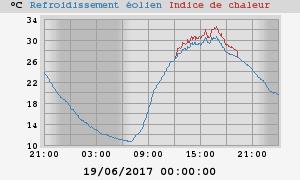
Image générée par le logiciel weeWX pour l'indice de chaleur dans sa page de rapport quotidien. La période où l'indice de chaleur est dans la zone d'alerte est en rouge.

Les observateurs amateurs qui possèdent une station météorologique personnelle peuvent alimenter des logiciels associés à leur instrument ou des logiciels libres comme Weewx, qui permettent de générer des rapports graphiques de la variation des paramètres atmosphériques. Cela permet entre autres de suivre la variation de l'indice de chaleur et un rehaussement peut être programmé qui rehausse la courbe lorsque le niveau d'alerte est dépassé. Les utilisateurs peuvent alors prendre des mesures de précaution pour la protection des personnes et des animaux.
Des sorties similaires sont disponibles dans les sites des services météorologiques nationaux, comme le National Weather Service, ou commerciales, comme Weather Underground, à partir des données des stations officielles.